# Nepal op de Olympische Winterspelen 2014
Nepal was een van de landen die deelnam aan de Olympische Winterspelen 2014 in Sotsji, Rusland.
Net als bij de drie voorgaande edities van de Winterspelen werd Nepal vertegenwoordigt door een mannelijke olympiër die uitkwam in het langlaufen. Dachhiri Sherpa nam voor de derde keer op rij deel.

## Deelnemers en resultaten
(m) = mannen, (v) = vrouwen 

### Langlaufen
| Olympiër        | Onderdeel          | Resultaat | Prestatie          |
| --------------- | ------------------ | --------- | ------------------ |
| Dachhiri Sherpa | 15 km klassiek (m) | 86e       | 55.39,3 (+17.09,6) |